# Gemma (botànica)

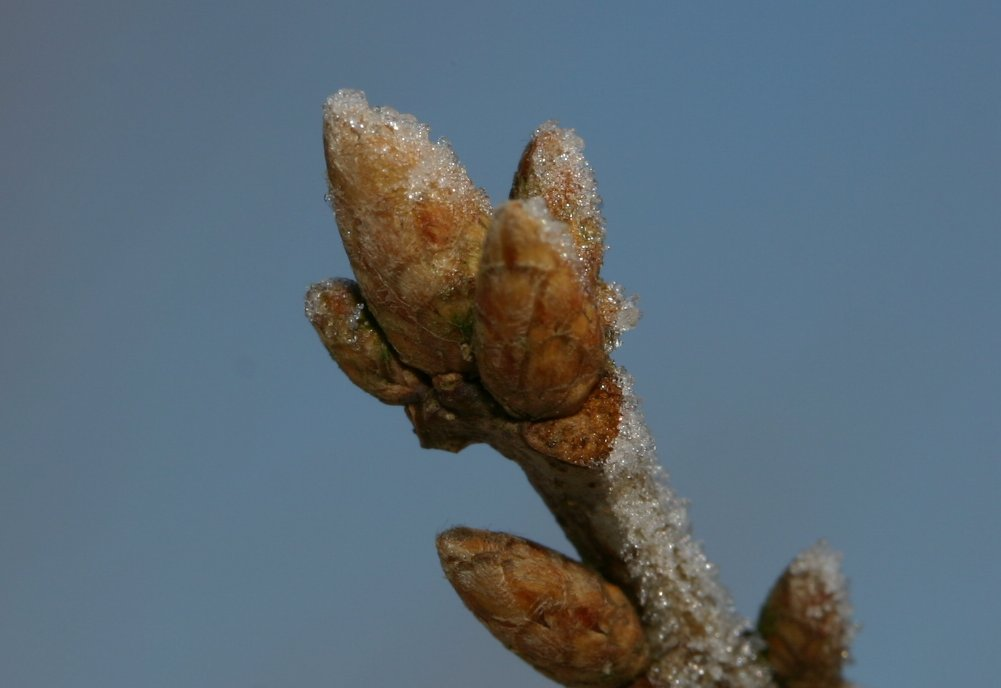
Borrons d'un roure coberts de gel

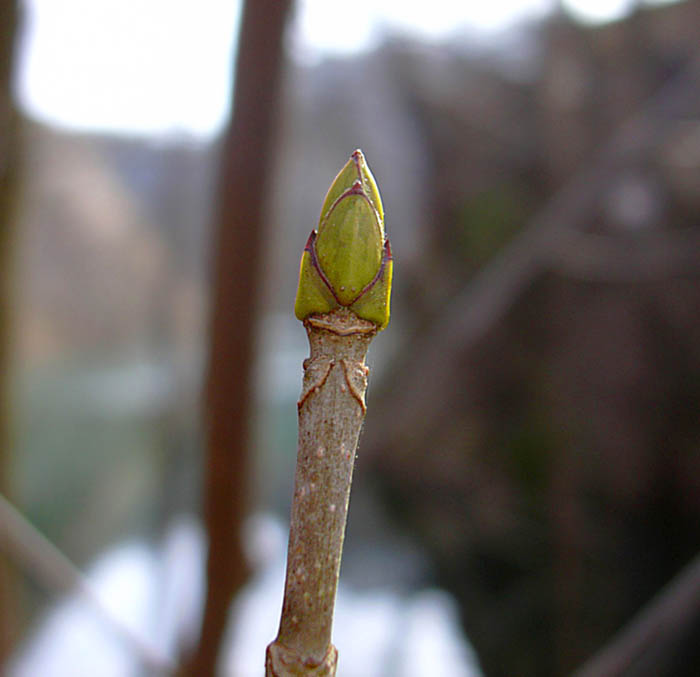
Gemma d'un auró (Acer pseudoplatanus)

En botànica la gemma és un òrgan vegetal que origina una tija, una branca o una flor.
En l'agricultura, les gemmes sovint s'utilitzen per a realitzar empelts, sobretot en arbres fruiters.
Un borró o botó és una gemma ovoïdal o fusiforme, constituïda per una coberta de catafil·les estretament imbricades, i sovint piloses, que protegeixen una porció de teixit meristemàtic en fase de repòs, destinat en un futur a originar un brot o una flor. Sovint els borrons actuen com a forma de resistència per a passar l'època hivernal més desfavorable, ja que una vegada format un borró pot passar durant un cert temps en estat de dormició o bé formar un brot immediatament.

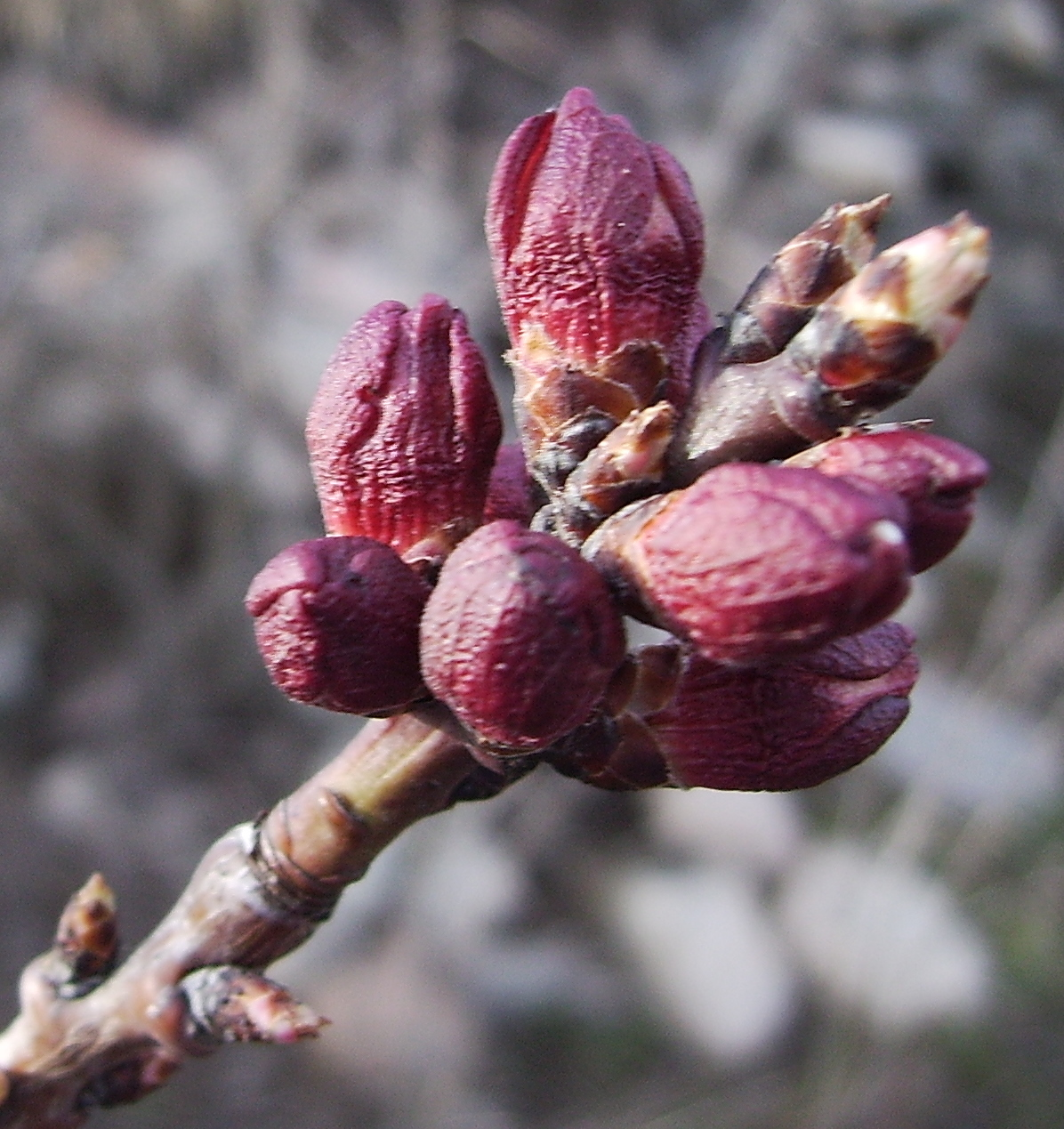
Borrons d'albercoquer

Els borrons de moltes plantes llenyoses, especialment sota climes temperats o freds, estan protegits per una coberta de fulles modificades (anomenades catafil·les) que tanquen les parts més delicades del borró. Moltes d'aquestes catafil·les estan cobertes per substàncies gomoses que afegeixen una protecció addicional.
Quan es desenvolupen els borrons, els catafil·les es poden fer una mica més grans però normalment cauen, deixant en la superfície de la tija en creixement una sèrie de cicatrius allargades. Gràcies a aquestes cicatius es pot determinar l'edat de les branques joves, donat que el creixement de cada any acaba amb la formació d'un borró, la formació del qual produeix un grup de cicatrius addicionals. Quan les branques es fan velles no se'n pot determinar l'edat per aquest mètode.
En moltes plantes no es fan escates en els borrons i aleshores es diu que tenen el borró nu. Aquests borrons nus sóvint són molt pilosos i es presenten per exemple en el gènere Viburnum i en plantes herbàcies. El cabdell de les cols i altres del gènere Brassica són en realitat borrons excepcionalment grossos que són borrons terminals en les cols de cabdell i laterals en els cols de Brussel·les.
Quan els borrons es formen en les axil·les de les fulles, la seva distribució en la tija és la mateixa que les fulles és a dir poden ser de disposició alternada, oposada, en verticils o en la punta terminal de la tija. En moltes plantes els borrons apareixen en llocs inesperats de la planta aleshores s'anomenen borrons adventicis.

## Tipus de borrons

Classificació dels borrons de les plantes

gràcies als borrons es poden identificar les plantes caducifòlies a l'hivern quan no tenen fulles. Els borrons es poden classificar segons la seua localització, l'estatus, la morfologia i la seua funció. Els botànics solen emprar els següents termes:
- Segons la localització
  - terminal, a la punta de la tija (el terme apical és equivalent però es reserva per la part superior de la planta),
  - axil·lar, a l'axil·la de la fulla (lateral és equivalent però alguns borrons adventicis també poden ser laterals),
  - adventici, quan es troben a qualsevol lloc, per exemple al tronc o les arrels,

- Segons l'estatus
  - accessori, borrons secundaris formats d'un borró axil·lar o terminal;
  - descans, borrons formats a finals de la temporada de creixement que seran dormants fins a la pròxima estació de creixement;
  - dormant, de creixement retardat durant molt de temps fins i tot anys ;
  - pseudoterminal, per un borró axil·lar que agafa la funció d'un borró terminal el seu creixement és simpodial com passa en l'arbre dels carrers (Platanus).

- Per la morfologia

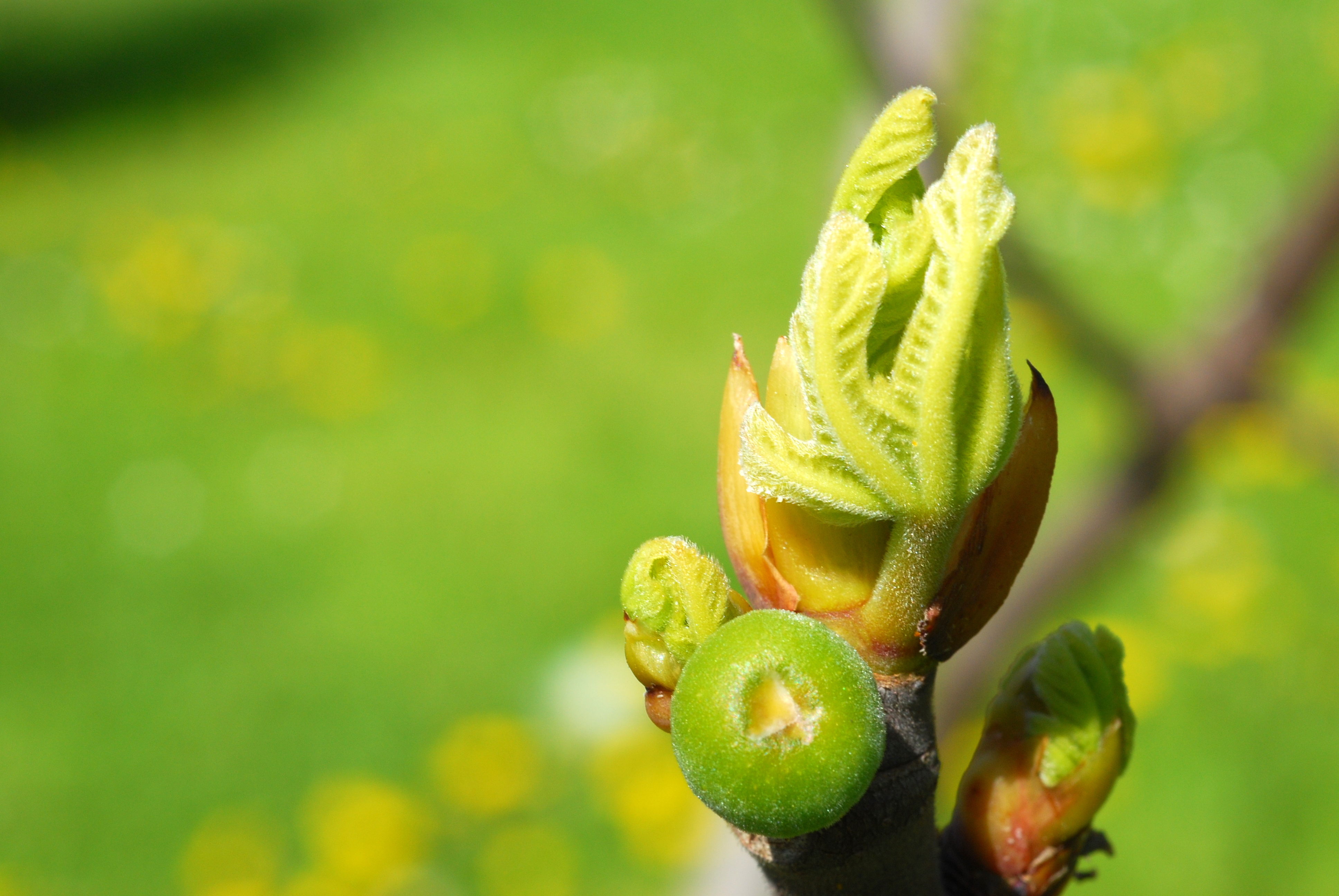
Borró de la figuera (Ficus carica).

  - Coberts quan les escates protegeixen l'embrió del borró,
  - nu, sense cobertura d'escates,
  - pilós,també protegit per pèls,

- Per la funció
  - vegetativa, que només conté peces vegetatives,
  - reproductiva, conté flors embrionàries,
  - mixta, conté les dues coses, flors i fulles embrionàries.

## Gema reproductiva

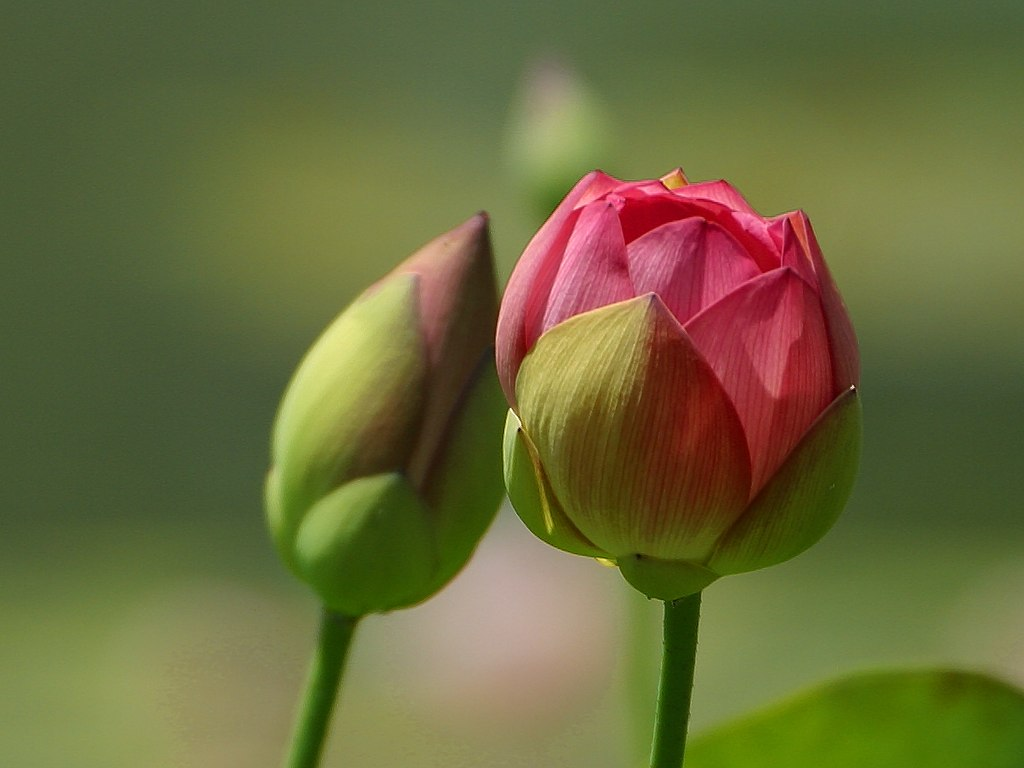
Poncelles a mig obrir

La gema que origina peces florals es diu poncella, botó floral, capoll (o copa, poèticament) del brot o ull de la flor abans de badar-se, esbadellar-se, descloure's o espellir. Organogràficament, correspon a una gemma floral.
El brotó és ull d'una planta a punt de badar-se i esdevenir una flor.

## Gema o borró en zoologia
En zoologia es fa servir el terme borró per analogia amb el borró de la botànica i es refereix a una proturberància en creixement del cos que donarà lloc a un nou individu mitjançant la reproducció asexual. Éstà limitat a animals d'estructura relativament simple.